# Thobias Montler
Thobias Nilsson Montler (Landskrona, 15 de febrero de 1996) es un deportista sueco que compite en atletismo, especialista en la prueba de salto de longitud.
Ganó una medalla de plata en el Campeonato Mundial de Atletismo en Pista Cubierta de 2022, una medalla de plata en el Campeonato Europeo de Atletismo de 2022 y tres medallas de plata en el Campeonato Europeo de Atletismo en Pista Cubierta entre los años 2019 y 2023.
Participó en los Juegos Olímpicos de Tokio 2020, ocupando el séptimo lugar en su especialidad.

## Palmarés internacional
| Campeonato Mundial en Pista Cubierta | Campeonato Mundial en Pista Cubierta | Campeonato Mundial en Pista Cubierta | Campeonato Mundial en Pista Cubierta |
| Año                                  | Lugar                                | Medalla                              | Prueba                               |
| ------------------------------------ | ------------------------------------ | ------------------------------------ | ------------------------------------ |
| 2022                                 | Belgrado (Serbia)                    | Medalla de plata                     | Salto de longitud                    |
| Campeonato Europeo                   |                                      |                                      |                                      |
| Año                                  | Lugar                                | Medalla                              | Prueba                               |
| 2022                                 | Múnich (Alemania)                    | Medalla de plata                     | Salto de longitud                    |
| Campeonato Europeo en Pista Cubierta |                                      |                                      |                                      |
| Año                                  | Lugar                                | Medalla                              | Prueba                               |
| 2019                                 | Glasgow (Reino Unido)                | Medalla de plata                     | Salto de longitud                    |
| 2021                                 | Toruń (Polonia)                      | Medalla de plata                     | Salto de longitud                    |
| 2023                                 | Estambul (Turquía)                   | Medalla de plata                     | Salto de longitud                    |